# لحن (نحو)
اللحن هو الخطأ النحوي. ويطلق على خلاف القياس النحوي.
يسمى باليوناني اللفظ الصولي نسبة إلى صولي.

## الكتب المؤلفة في اللحن والخطأ اللغوي
- تثقيف اللسان وتلقيح الجنان، عمر بن خلف بن مكي الصقلي.
- قل ولا تقل، مصطفى جواد.
- معجم الاخطاء الشائعة، محمد العدناني.